# Pectolita
La pectolita es un mineral del grupo de los silicatos, subgrupo inosilicatos y dentro de ellos pertenece a los piroxenoides. Químicamente es un silicato de calcio y sodio. Es el equivalente con calcio de la sérandita (con manganeso).
Descrito por primera vez en 1828 en Monte Baldo, provincia de Trento, Italia, y su nombre procede del griego pektos 'compacto', lithos , 'piedra', por su resistencia a ser pulverizado. Sinónimo muy poco usado en español es gonsogolita.

## Ambiente de formación

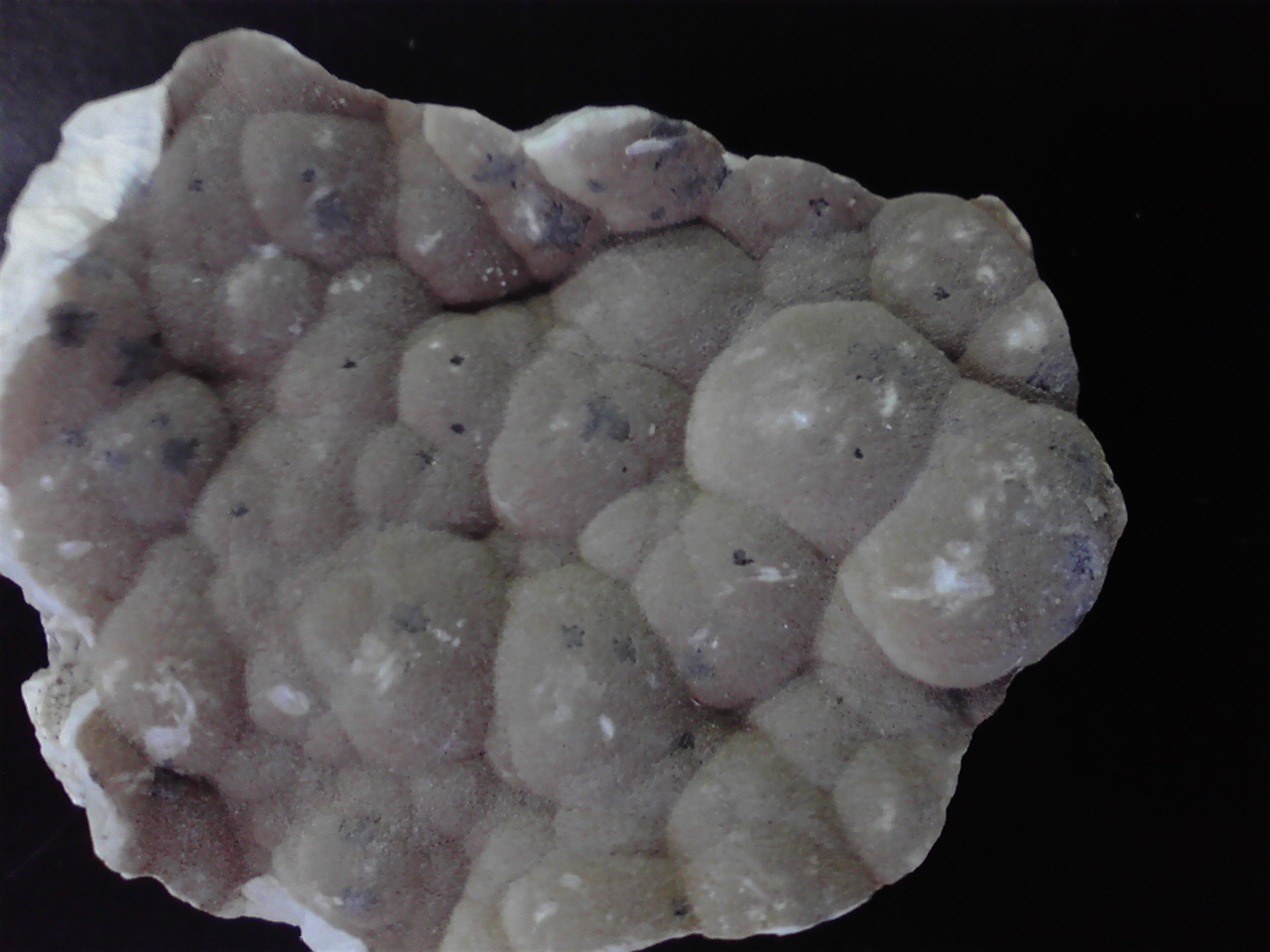
Un cristal esferoidal de pectolita (procedente de Millington, Nueva Jersey, Estados Unidos).

La pectolita es un mineral primario en las sienitas nefelínicas. También aparece como secundario por metamorfismo hidrotermal en las cavidades de basaltos y diabasas. Puede encontrarse en serpentinitas y peridotitas.
En estas rocas aparece asociada a minerales como zeolitas, prehnita, calcita, datolita y serpentina.

## Localización, extracción y uso
Se han encontrado yacimientos importantes en California y Nueva Jersey (EE. UU.), Bahamas, República Dominicana, Italia e Inglaterra.
La variedad denominada larimar, de hábito masivo y azulada, se encuentra en la República Dominicana y es explotada como gema semipreciosa; larimar es más bien su nombre comercial que una variedad.
La belleza de algunos ejemplares aciculares radiados le hace ser de interés para los coleccionistas.
Las agujas afiladas de pectolita penetran fácilmente la piel, donde una vez incrustadas son invisibles y quebradizas, por lo que son difíciles de eliminar causando dolor. Se debe manejar con cuidado este mineral y no frotar nunca las manos, enjuagándolas en agua corriendo fuerte antes de manejar cualquier cosa, especialmente alimentos.